# Aethiocera adusta
Aethiocera adusta är en insektsart som beskrevs av Alexander Fyodorovich Emeljanov 2008. Aethiocera adusta ingår i släktet Aethiocera och familjen Dictyopharidae. Inga underarter finns listade i Catalogue of Life.